# Памятник портовикам и морякам Ленинграда
Памятник портовикам и морякам Ленинграда установлен в честь моряков и работников Морского порта Санкт-Петербурга, погибших в годы блокады и Великой Отечественной войны.
Памятник находится на территории Морского порта Санкт-Петербурга, в первом районе, в сквере около Гутуевского ковша. Это место расположено рядом с главным административным зданием порта.
Координаты расположения памятника:
N 59° 54' 46.368'' E 30° 14' 45.618''
Над памятником работал художник Анатолий Антипович Олейник.
Мемориал в память об отдавших свои жизни работниках Морского порта был установлен по инициативе и на собственные средства администрации и работников порта. Изготовление памятного монумента также было осуществлено собственными силами работников порта.
Памятник был открыт в мае 1985 к сорокалетнему юбилею победы в Великой Отечественной войне.

## Описание памятника
Памятник представляет из себя три высоких бетонных стелы, внизу на которых размещается щит, на котором, в свою очередь, помещены медные барельефы, изображающие защищавших Ленинград моряков и портовиков.
Ниже барельефов помещены три доски из белого мрамора. На двух боковых мраморных досках нанесены изображения морского якоря с пятиконечной звездой. На центральной доске выбит текст:
«Портовикам и морякам Ленинграда»
На щите также нанесены цифры:
«1941-1945»